# Jocques Crawford
Jocques Crevell Crawford (* 6. November 1987 in Memphis, Tennessee) ist ein US-amerikanischer American-Football-Spieler auf der Position des Runningbacks. Er spielte College-Football für die Kansas Jayhawks und die Tennessee Tech Golden Eagles.

## Werdegang

### Jugend
High School
Crawford begann im Alter von 5 Jahren mit Gridiron Football. Er besuchte die Cordova High School, wo er für die Wildcats sowohl im American Football als auch in der Leichtathletik und im Basketball aktiv war. Im Football-Team kam Crawford als Runningback und Strong Safety zum Einsatz und entwickelte sich dabei zu einem der besten High-School-Athleten seines Jahrgangs. In seinem Junior-Jahr erlief Crawford 1.381 Yards Raumgewinn und erzielte 19 Touchdowns. Aufgrund eines Strafverfahrens gegen ihn war er in seinem Senior-Jahr mehrere Wochen inhaftiert, zudem wurde er nach seiner Freilassung vom Memphis City Schulbezirk für weitere fünf Wochen gesperrt. Anschließend kehrte er zum Sport zurück und führte die Wildcats mit 460 Rushing Yards und fünf Touchdowns in vier Spielen zum dritten Mal in Folge in die TSSAA-Playoffs.
Junior College
Als Drei-Sterne-Rekrut verpflichtete sich Crawford zunächst für die Texas Tech Red Raiders, doch reichten seine akademischen Leistungen nicht aus. Stattdessen wurde er vom Cisco Junior College aus der Southwest Junior College Football Conference (SWJCFC) rekrutiert, wo er in zwei Jahren für die Cisco Wranglers auflief und dabei insgesamt 3.004 Rushing Yards und 27 Touchdowns erzielte. Als Freshman erzielte Crawford 1.069 Rushing Yards. Nach Abschluss der Saison wurde er in das erste All-Conference Team berufen. 2007 hatte Crawford fünf Spiele mit mehr als 200 Yards Raumgewinn per Lauf. Seine 1.935 Rushing Yards bei 283 Laufversuchen als Sophomore stellten auch nach der Saison 2021 noch den SWJCFC-Bestwert dar. Darüber hinaus bedeuteten seine 19 Touchdowns und 118 erzielte Punkte den zweit- beziehungsweise drittbesten Wert innerhalb aller Junior Colleges der Nation im Jahr 2007. Crawford wurde daher unter anderem als Junior College Offensivspieler des Jahres der NJCAA sowie der SWJCFC ausgezeichnet.
NCAA Division I

“It's been very hard having to take the back door to Division I. If you want to become that star player, you have to do what you have to do to get on the field. You have to be patient.”

Zur College-Saison 2008 entschied sich Crawford gegen Angebote von TCU, Arizona und Alabama und schloss sich den Kansas Jayhawks aus der Big 12 Conference der NCAA Division I an. Auch die Texas Tech hatten erneut Interesse an Crawford gezeigt, doch wollten ihn die Red Raiders hauptsächlich als Strong Safety einsetzen. Bei den Jayhawks fungierte Crawford in 13 Spielen als Back-up Runningback und erreichte dabei 232 Rushing Yards und vier Touchdowns. Darüber hinaus erhielt er auch in den Special Teams Spielzeit und erzielte dabei neun Tackles. Mit den Jayhawks gewann er zum Abschluss der Saison den Insight Bowl gegen die Minnesota Golden Gophers. Im April 2009 wurde Crawford wegen Verstößen gegen die Teamregeln von Headcoach Mark Mangino suspendiert. Im Juli verließ er die University of Kansas und transferierte an die Tennessee Technological University, wo er für die Tennessee Tech Golden Eagles in der Ohio Valley Conference (OVC) der NCAA Division I FCS spielte. Nachdem er in der Saison 2009 aufgrund der NCAA-Transferregeln nicht spielberechtigt war, stieß er in die Vorbereitung auf sein Senior-Jahr aufgrund von Verletzungen erst später zum Team. Dennoch etablierte sich Crawford als Starting Runningback und wurde nach 668 Rushing Yards und neun Touchdowns teamintern zum Offensivspieler des Jahres ausgezeichnet.

### Herren
2013–2014 – Crawford als einer der besten Scorer in Finnland
Im Jahr 2013 begann Crawford bei den Seinäjoki Crocodiles in der finnischen Vaahteraliiga seine Karriere als professioneller Footballspieler. In der regulären Saison erzielte Crawford in zehn Spielen ligaweit die meisten Rushing und All-Purpose Yards. Darüber hinaus war er mit 17,6 erzielten Punkten pro Spiel auch der mit Abstand beste Scorer. Daraufhin wurde Crawford in das All-Star Team aufgenommen sowie mit dem Vuoden Hyökkääjä als Offensivspieler des Jahres ausgezeichnet. Mit den Crocodiles erreichte Crawford das Halbfinale der finnischen Meisterschaft. Obwohl er vier Touchdowns und 8,0 Tackles erzielte, mussten die Crocodiles eine 41:49-Niederlage gegen die Helsinki Wolverines hinnehmen. Zur Saison 2014 wechselte Crawford innerhalb der finnischen Liga zu den Turku Trojans. In der regulären Saison erzielte Crawford 96 Punkte und war so viertbester Scorer der Liga. Mit den Trojans verlor Crawford den Vaahteramalja XXXV gegen die Helsinki Roosters.
2015–2019 – Sechs Teams in fünf Jahren in Brasilien
Im Juni 2015 flog Crawford nach Brasilien, wo er sich den Santos Tsunamis anschloss. Dort kam er sowohl als Runningback als auch als Strong Safety zum Einsatz. Er erzielte zehn Rushing Touchdowns sowie 22 Tackles und eine Interception. Mit den Tsunamis erreichte er die Play-offs der damaligen Liga Torneio Touchdown und belegte schlussendlich den sechsten Rang in der Gesamtwertung. 2016 stand zunächst eine Rückkehr nach Turku im Raum, doch entschloss er sich schließlich, seine Karriere in Brasilien fortzusetzen. So gaben die Corinthians Steamrollers aus São Paulo im Juli die Verpflichtung Crawfords für die Saison 2016 bekannt. In der darauffolgenden Saison lief Crawford hauptsächlich als Defensive Back für die Recife Mariners auf. Zur Saison 2018 wechselte er zu den Cruzeiro Imperadores. Anschließend war er für die Recife Vikings aktiv. 2019 spielte er in der zweithöchsten nationalen Liga, der Liga BFA Acesso, für die Caruaru Wolves. Mit den Wolves gewann Crawford ungeschlagen die Conferência Nordeste, womit die Wolves erstmals in die Liga BFA Elite aufstiegen.
Seit 2021 – Crawfords Rückkehr nach Europa
Zur historisch ersten Saison der European League of Football 2021 wurde Crawford von der neu gegründeten Franchise Berlin Thunder verpflichtet. Gemeinsam mit Thunder verpasste er mit einer Siegesbilanz von 3-7 die Playoffs deutlich. Crawford konnte allerdings individuell als statistisch zweitbester Rusher der Liga auf sich aufmerksam machen. Nach Abschluss der Saison wurde er teamintern als Offense MVP ausgezeichnet. Nur wenige Wochen nach der ELF-Saison schloss er sich den Bucharest Rebels aus der rumänischen CNFA an, wo er an der Seite von Alpha Jalloh und Aaron Ellis den rumänischen Meistertitel gewann. Bereits im Oktober wurde Crawford zudem von Berlin Thunder für eine weitere Saison verpflichtet. Erneut durchbrach Crawford, der 2022 deutlich mehr Laufversuche als im Vorjahr hatte, die Marke von 1.000 Rushing Yards. Insgesamt erzielte er elf Touchdowns. Allerdings verzeichnete er auch ligaweit die meisten Fumbles, sodass Crawford sieben Angriffswechsel als Folge seiner Ballverluste verantwortete. Nach Saisonende wurde er in das zweite ELF All-Star Team gewählt. Noch im Herbst gab Berlin Thunder bekannt, sich „aufgrund der neuen Importregelungen der Liga und der sportlich-strategischen Ausrichtung“ gegen eine Verlängerung mit Crawford entschieden zu haben.
Im Januar 2023 gaben die Aigles Rouges aus Nizza die Verpflichtung von Crawford für die Saison der zweiten französischen Liga bekannt. Bei seinem ersten Einsatz verzeichnete er mehrere Rushing und Receiving Touchdowns. Am 4. Februar 2023 wurde er zudem von Osos Rivas aus Madrid verpflichtet.
Im Frühjahr 2024 lief Crawford für den italienischen Erstligisten Lazio Marines in Rom auf. Im Juni 2024 kehrte Crawford in die ELF zurück und wurde von den Milano Seamen verpflichtet.

## Erfolge
Persönliche Auszeichnungen
- High School All-State Team (2004)
- All-Conference First-Team (2006)
- NJCAA Offensive Player of the Year (2007)[35][36]
- SWJCFC Player of the Year (2007)[37]
- NJCAA First-Team All-American (2007)[37][36]
- JC Gridwire First-Team All-American (2007)[37]
- All-OVC Newcomer-Team (2010)[12]
- Tennessee Tech Offensive Player of the Year (2010)
- Vaahteraliiga Offensive Player of the Year (2013)
- Vaahteraliiga All Star (2013)
- All-BFA-Acesso Nordost (2019)
- BFA Acesso Nordost Final MVP (2019)
- Caruaru Wolves Special Teams MVP Award (2019)[29]
- Berlin Thunder Offense MVP (2021)
- Berlin Thunder Truckstick Award (2022)
- ELF All-Star Second Team (2022)

Titel
- Insight Bowl (2008)
- BFA Acesso Nordost Meister (2019)
- Rumänischer Meister (2021)

## Statistiken
| Jahr                                             | Team                 | Spiele | Rushing | Rushing | Rushing | Rushing | Rushing | Receiving | Receiving | Receiving | Receiving | Receiving | Sonstiges | Sonstiges | Sonstiges | Sonstiges |
| Jahr                                             | Team                 | Spiele | Att     | Yds     | Avg     | TD      | Lng     | Rec       | Yds       | Avg       | TD        | Lng       | Tackles   | Int       | Ret       | TD        |
| ------------------------------------------------ | -------------------- | ------ | ------- | ------- | ------- | ------- | ------- | --------- | --------- | --------- | --------- | --------- | --------- | --------- | --------- | --------- |
| Vaahteraliiga                                    |                      |        |         |         |         |         |         |           |           |           |           |           |           |           |           |           |
| 2013                                             | Seinäjoki Crocodiles | 10     | 181     | 1326    | 7,3     | 23      | 59      | 32        | 607       | 19,0      | 5         | 85        | 11,5      | 0         | 21        | 1         |
| 2014                                             | Turku Anders Trojans | 09     | 145     | 1297    | 8,9     | 15      | 73      | 18        | 178       | 09,9      | 1         | 31        | 08,0      | 1         | 02        | 0         |
| Vaahteraliiga Gesamt                             | Vaahteraliiga Gesamt | 19     | 326     | 2623    | 8,0     | 38      | 73      | 50        | 785       | 15,7      | 6         | 85        | 19,5      | 1         | 23        | 1         |
| European League of Football                      |                      |        |         |         |         |         |         |           |           |           |           |           |           |           |           |           |
| 2021                                             | Berlin Thunder       | 10     | 156     | 1057    | 6,8     | 07      | 81      | 18        | 173       | 09,6      | 1         | 48        | 0         | 0         | 02        | 0         |
| 2022                                             | Berlin Thunder       | 12     | 242     | 1088    | 4,5     | 09      | 52      | 18        | 180       | 10,0      | 2         | 70        | 3         | 0         | 05        | 0         |
| 2024                                             | Milano Seamen        | 08     | 132     | 0608    | 4,6     | 04      | 31      | 22        | 276       | 12,5      | 3         | 56        | 2         | 0         | 0         | 0         |
| ELF Gesamt                                       | ELF Gesamt           | 30     | 530     | 2753    | 5,2     | 20      | 81      | 58        | 629       | 10,8      | 6         | 70        | 5         | 0         | 07        | 0         |
| Quellen: sajl.org, stats.europeanleague.football |                      |        |         |         |         |         |         |           |           |           |           |           |           |           |           |           |

| Jahr                 | Team                 | Spiele | Rushing | Rushing | Rushing | Rushing | Rushing | Receiving | Receiving | Receiving | Receiving | Receiving | Sonstiges | Sonstiges | Sonstiges | Sonstiges |
| Jahr                 | Team                 | Spiele | Att     | Yds     | Avg     | TD      | Lng     | Rec       | Yds       | Avg       | TD        | Lng       | Total     | Int       | Ret       | TD        |
| -------------------- | -------------------- | ------ | ------- | ------- | ------- | ------- | ------- | --------- | --------- | --------- | --------- | --------- | --------- | --------- | --------- | --------- |
| Vaahteraliiga        |                      |        |         |         |         |         |         |           |           |           |           |           |           |           |           |           |
| 2013                 | Seinäjoki Crocodiles | 01     | 010     | 0122    | 12,2    | 03      | 46      | 06        | 015       | 02,5      | 1         | 17        | 08,0      | 0         | 02        | 0         |
| 2014                 | Turku Anders Trojans | 02     | 037     | 0235    | 06,4    | 02      | 36      | 0         | 000       | 00,0      | 0         | 0         | 01,0      | 0         | 01        | 0         |
| Vaahteraliiga Gesamt | Vaahteraliiga Gesamt | 03     | 047     | 0357    | 07,6    | 05      | 46      | 06        | 015       | 02,5      | 1         | 17        | 09,0      | 0         | 03        | 0         |
| Quellen: sajl.org    |                      |        |         |         |         |         |         |           |           |           |           |           |           |           |           |           |

## Privates
Crawford hat sechs Brüder und drei Schwestern. Sein jüngerer Bruder Aaron war als Tailback ebenfalls an der Tennessee Tech University im American Football aktiv. Sein Vater Xavier spielte Football an der University of Memphis. Sein Vater war zudem in Europa als Footballer aktiv und spielte dabei unter anderem für die Turku Trojans, für die Crawford später auch spielen sollte. Allerdings ist Crawford ohne ihn aufgewachsen und hat keinen Kontakt zu ihm.
Vorwurf des sexuellen Übergriffs
Im Jahr 2005 wurde Crawford aufgrund des Vorwurfs einer schweren Vergewaltigung verhaftet. Gemeinsam mit drei anderen Männern soll der damals Siebzehnjährige ein 15-jähriges Mädchen zum Oralsex gezwungen haben. Im September 2005 bekannte er sich vor dem Jugendgericht der einfachen Körperverletzung schuldig, für eine Vergewaltigung wurde er nicht verurteilt. Zur Abschwächung der Anklage zu einer leichten Körperverletzung kam es unter anderem aufgrund einiger Indizien, die Crawford entlasteten. Obwohl er weder für eine Vergewaltigung verurteilt wurde, noch Beweise für seine Schuld vorgelegt werden konnten, hatte der Fall eine Reihe von Konsequenzen. So verlor er unter anderem die Möglichkeit, für die Clemson Tigers zu spielen. Darüber hinaus gingen die Jahre danach mit Stigmatisierungen einher.